# Reinhold Adelmann
Reinhold Adelmann (* 30. März 1946) ist ein ehemaliger deutscher Fußballspieler. Er war Mittelfeldspieler. Für die Vereine 1. FC Nürnberg und Hertha BSC hat Adelmann insgesamt 32 Spiele in der Fußball-Bundesliga absolviert.

## Laufbahn
Adelmann spielte bereits in der Jugend beim 1. FC Nürnberg, in dessen Bundesligamannschaft er zu Beginn der Saison 1965/66 gemeinsam mit Georg Volkert und Hubert Schöll von den Club-Amateuren aufrückte. Da noch mit Franz Brungs und Rudolf Bast zwei weitere Offensivspieler neu in die Noris gekommen waren und er sich auch noch eine langwierige Verletzung zugezogen hatte, kam Adelmann erst am Rundenende zu seinen ersten zwei Bundesligaeinsätzen. Er debütierte unter Trainer Jenö Csaknady am 21. Mai 1966 bei einem 4:1-Heimerfolg gegen den Meidericher SV in der Bundesliga. Der Debütant bildete mit Gustav Flachenecker, Brungs, Heinz Strehl und Anton Allemann den Angriff des siegreichen Gastgebers.
In seiner zweiten Bundesligasaison, 1966/67, erlebte Adelmann drei Trainer beim „Club“: Bis zum 7. November 1966 durfte Csaknady weitermachen, danach wurde er von seinem Landsmann Jenő Vincze abgelöst, der wiederum ab 1. Januar 1967 durch Max Merkel ersetzt wurde. Trotz dieser Turbulenzen kam er in dieser Runde auf 15 Bundesligaeinsätze. Beim Spiel gegen Fortuna Düsseldorf am 25. Spieltag der Saison 1966/67 nahm er für den in der 28. Minute des Feldes verwiesenen Torwart Roland Wabra dessen Position ein; das Spiel endete 2:2. Bis 1967 bestritt er für den Club 17 Erstligaspiele, in denen er kein Tor erzielte.
1967 wechselte Adelmann zum Regionalligisten Hertha BSC, für den er in der folgenden Saison an der Seite von Mitspielern wie Volkmar Groß, Uwe Witt, Tasso Wild, Werner Ipta, Rudolf Kröner, Dieter Krafczyk und Hans-Joachim Altendorff 30 Spiele bestritt und 16 Tore erzielte. Mit Hertha BSC wurde er 1967/68 Meister der Berlin-Liga und stieg nach der Aufstiegsrunde, in der man Rot-Weiss Essen hinter sich ließ, in die Bundesliga auf. Die Hertha verstärkte sich mit den zwei Nürnbergern Franz Brungs und Karl-Heinz Ferschl und die Karriere des jungen Flügelstürmers Arno Steffenhagen begann. Adelmann bestritt 1968/69 weitere 15 Spiele für Hertha BSC in der Bundesliga.
Danach verbrachte er zwei weitere Jahre bei Blau-Weiß 90 Berlin in der Regionalliga Berlin: 1969/70 belegte er mit seiner neuen Mannschaft den 4. und 1970/71 den 3. Rang. Insgesamt war er in 46 Regionalligaspielen mit 12 Toren an der Seite von Mitspielern wie Hans-Jürgen Krumnow, Dietmar Mürdter, Wulf-Ingo Usbeck, Karl-Heinz Hausmann und Jonny Hey im Einsatz.
Nach dem Ende seiner Profikarriere ging Adelmann wieder nach Bayern zurück und spielte unter anderem in der Bayernliga bei der SpVgg Erlangen-Büchenbach.